# Subsydium produkcji krajowej
Subsydium produkcji krajowej to rodzaj wsparcia udzielonego przez rząd krajowym podmiotom gospodarczym. Przez swój wpływ na zmniejszenie kosztów wytwarzania ma bezpośredni wpływ na wielkość eksportu i importu danego kraju.
Cechą różniącą subsydium produkcji krajowej od subsydium eksportowego jest to, że podmiot gospodarczy otrzymuje je wraz z podjęciem produkcji danego dobra, a nie dopiero wraz z jego wywozem. Poza tym o subsydiowaniu produkcji krajowej mówimy wówczas, gdy jego celem jest wyeliminowanie lub ograniczenie importu danego dobra lub też osiągnięcie innych istotnych celów gospodarczych i społecznych (np. spadek bezrobocia), a nie jak w przypadku subsydium eksportowego uzyskania nadwyżki eksportowej danego dobra  lub zwiększenia już występującego eksportu.
Do dóbr, których wytwarzanie jest w dużym stopniu subsydiowane, należą produkty rolne. Udział subsydiów w cenie produktów rolnych w Polsce przekracza 20%.